# 中島宗晧
中島宗晧（なかじま そうこう）は、京都府京都市出身の造形作家。
宇都宮大学教授、東京藝術大学非常勤講師
奈良教育大学大学院（美術教育学）修了、宗晧は臨済宗大徳寺派の僧籍名

## 略歴
1985年 「日展」・「日本書芸院展」初入選, 2000年まで公募展に出品する
2000 年より大樋年雄・佐伯守美・須田賢司・田口義明・福王寺一彦・藤田 潤・三田村有純・宮田亮平と美術運動体「九つの音色」を結成、2010年まで活動
その他、個展「solo so’ko’ solo」などで詩作（書）、染色、立体作品などを発表
広告デザイン、舞台美術、意匠デザイン、近年はアーツマネジメントも手掛ける